# Lingua waorani
Il Waorani (Huaorani), anche noto come Sabela (altre denominazioni: Huao, Auishiri, Aushiri, Ssabela ; endonimo: Wao Terero; dispregiativo: Auka, Auca) è una lingua isolata parlata dai Waorani, un gruppo di nativi americani stanziato nella foresta pluviale amazzonica ecuadoriana tra i fiumi Napo e Curaray. Si ipotizza che un piccolo numero di parlanti mai contattati possa trovarsi in Peru.

## Fonologia
La lingua Waorani distingue vocali nasali e vocali orali. La struttura sillabica standard è (C)V, con frequenti gruppi vocalici. Due suoni conosnantici hanno allofoni: [ɾ] è allofono di /d/, allo stesso modo [j] lo è di /ɟ/.
|             |             | Bilabiale | Alveolare | Palatale | Velare |
| ----------- | ----------- | --------- | --------- | -------- | ------ |
| Nasale      | Nasale      | m         | n         | ɲ        | ŋ      |
| Occlusiva   | Sorda       | p         | t         |          | k      |
| Occlusiva   | Sonora      | b         | d~ɾ       | ɟ~j      | g      |
| Continuante | Continuante |           | d~ɾ       | ɟ~j      | w      |

|                   | Posteriore | Posteriore | Anteriore | Anteriore |
| Orale             | Nasale     | Orale      | Nasale    |           |
| ----------------- | ---------- | ---------- | --------- | --------- |
| Vocale chiusa     | i          | ĩ          |           |           |
| Vocale semiaperta | e          | ẽ          | o         | õ         |
| Vocale aperta     | æ          | æ̃          | a         | ã         |

## Dialetti
Si identificano tre dialetti principali del Waorani: Tiguacuna (Tiwakuna), Tuei (Tiwi Tuei, Tiwi), e Shiripuno.

## Famiglia linguistica
Allo stato attuale della ricerca linguistica, l'ipotesi più accreditata è che il Waorani sia una lingua isolata.

## Referenze esterne
- Lengua Sabela
- Huaorani - Spanish Dictionary